# Victor Scott II
Victor Dwanyne Scott (Atlanta, Georgia, 12 de febrero de 2001), conocido en los medios deportivos como Victor Scott II, es un jugador profesional estadounidense de béisbol que se desempeña en la posición de jardinero central en St. Louis Cardinals, equipo de las Grandes Ligas de Béisbol (MLB).

## Carrera
En 2024, Scott II hizo su debut en la MLB con el equipo St. Louis Cardinals, donde lleva jugando una temporada.